# Bolesław Iwicki
Bolesław Iwicki herbu Paprzyca vel Kuszaba (ur. 23 września 1864 w majątku Sakańce powiat Daugi na Ziemi Trockiej, zm. 9 sierpnia 1931 w Warszawie) – polski inżynier rolnik, dublańczyk, właściciel Brzozówki i Parolic w powiecie Rawa Mazowiecka.

## Życiorys
Syn Roberta Stefana (1820–1885) i Stefanii Dunin Możeyko herbu Łabędź (1840–1903).
Po zakończeniu edukacji domowej uczęszczał do gimnazjum w Wilnie, następnie podjął studia rolnicze w Akademii Rolniczej w Dublanach. Od 16 maja 1889 roku właściciel majątku Brzozówka w pow. Rawa Mazowiecka. Był ichtiologiem i prowadził gospodarstwo rybne, zakładając stawy nawadniane z uregulowanej w tym celu rzeki Rylki i budując niezbędną infrastrukturę. W okresie prosperity przed wybuchem I wojny światowej Bolesław Iwicki przystąpił do uprzemysłowienia majątku – zbudował płatkarnię, krochmalnię i łuszczarnię. Nabył również majątek Okęcie pod Warszawą, który sprzedał następnie kuzynowi Feliksowi Bagniewskiemu, pionierowi polskiego lotnictwa cywilnego. Proces industrializacji przerwał wybuch wojny i będące jej skutkiem poważne zniszczenia. W Brzozówce i Parolicach prowadzono także hodowlę owiec i koni remontowych oraz produkcję paszy na potrzeby inwentarza w rezydencji głowy państwa w Spale. W majątku eksploatowano bogate torfowiska na użytek własny dworu, rządcówki i pracowników rolnych.
Podczas I wojny światowej majątek został poważnie zniszczony z uwagi na utrzymujący się tam przez pół roku front niemiecko-rosyjski. Częściowo spłonął obrócony następnie w ruinę w czasach PRL zabytkowy dwór, wzniesiony w 1813 roku  (na starszych fundamentach – wielkie piwnice, nieproporcjonalnie duże, zważywszy wielkość domu, około 500 m²,  zachowały się co najmniej do połowy lat 90.) którego odbudowę zakończono dopiero w 1922 roku. Bolesław Iwicki wsparł wydatnie finansowo i czynnie odbudowę gotyckiego kościoła kolateralnego w  Sierzchowach pw. Najświętszej Marii Panny, który poważnie ucierpiał podczas frontu w 1915 roku. Społeczny komitet, którego Iwicki był inicjatorem, prowadził prace restauracyjne w latach 1917-1930.
Pochowany został w Rawie Mazowieckiej.

## Życie prywatne
Żonaty z Barbarą Józefiną Bogatko herbu Pomian (1870–1952), córką Jana Prota Bogatko (1830–1905) i Emilii Hilarii Łuszczewskiej herbu Korczak (1839–1906).
Mieli ośmioro dzieci, wśród nich: Kazimierz Iwicki, ur. w Brzozówce 14.06.1897, inż. rolnik. Taborczyk, kawaler, zamordowany w Katyniu w kwietniu 1940 r., poch. symbolicznie w Rawie Maz., oraz Feliks Iwicki, dr medycyny, ur. 22.08.1900 r. w Brzozówce, zm. 24.01.1984 r. w Kazimierzy Wielkiej, współzałożyciel klubu sportowego Skra Warszawa.